# يورغيس بالتروسايتيس
يورغيس بالتروسايتيس (وُلد في 2 مايو عام 1873 – توفي في 3 يناير عام 1944) هو شاعر رمزي ليتواني ومترجم، كتب أعماله باللغتين الليتوانية والروسية. لـيورغيس إسهامات مهمة في الأدب الليتواني، وبالإضافة لذلك، يُشتهر بكونه ناشطًا سياسيًا ودبلوماسيًا. كان بالتورسايتيس من أبرز دعاة علم الأيقونات، وهو والد المؤرخ الفني والناقد يورغيس بالتروسيايتيس الابن.

## كاتب
وُلد بالتروسايتيس لعائلة من المزارعين في قرية بنتفارديس قرب بلدة يوربَركاس، والتي كانت حينها خاضعة لحكم الإمبراطورية الروسية. في عام 1885، التحق بالتروسايتيس بمعهد كاوناس وتخرج عام 1893، ثم التحق بكلية العلوم الفيزيائية والرياضية في جامعة موسكو. في الفترة ذاتها، حضر بالتروسايتيس محاضرات في كلية التاريخ والفيلولوجيا (فقه اللغة)، ودرس اللغات الأجنبية: تعلّم بالتروسايتيس 15 لغة أجنبية خلال حياته.
منذ عام 1895، شرع بالتروسايتيس الاشتراك في تحرير المجلات الأدبية المتمركزة في موسكو، وبدأ أعماله الإبداعية الشخصية باللغة الروسية. التحق بالتروسايتيس بالحركة الرمزية وأنشأ، بالاشتراك مع سيرغي بولياكوف، دار سكوربيو للنشر، والتي نشرت عددًا من المجلات الروسية الرمزية الكبرى مثل فيسي وسفيرنيي تزفيتي بالإضافة إلى مجموعات من أعظم القصائد الشعرية الرمزية الروسية. كان بالتروسايتيس عضوًا في النخبة المثقفة ضمن مدينته، وكان صديقًا حميمًا وزميلًا لأشهر الأدباء والفنانين الروس، كأنطون تشيخوف وقسطنطين بالمونت وفاليري بريوسوف وفياتشيسلاف إيفانوف ومكسيم غوركي وقسطنطين ستانيسلافسكي وميخايل فروبيل وألكسندر سكريابين، بينما كان يوريس باسترناك مدرسًا منزليًا خاصًا لأولاد بالتروسايتيس.
نشر بالتروسايتيس ثلاث مجموعات شعرية باللغة الروسية، وثلاث مجموعات أخرى باللغة الليتوانية. ترجم بالتيروسايتيس الكثير من الأعمال الأدبية الحديثة إلى اللغة الروسية، من بينها أعمال هنريك إبسن وأوسكار وايلد وأوغوست ستريندبرغ وكنوت هامسون وغابرييل دانونزيو. تُعتبر ترجمته لرواية الجوع من تأليف هامسون ترجمة كلاسيكية لذاك العمل باللغة الروسية، ونُشرت باستمرار حتى أيامنا المعاصرة.

## سياسي
بين عامي 1900 و1914، عاش بالتروسايتيس في إيطاليا والنرويج وأمضى الكثير من وقته يسافر بين دول أخرى في أوروبا الغربية. خلال الحرب العالمية الأولى والثورة الروسية التي تلتها، كان بالتروسايتيس في روسيا، حيث شارك في الصراع السياسي الليتواني الساعي لاستقلال ليتوانيا. في عام 1919، انتُخب بالتروسايتيس رئيسًا لاتحاد الكتاب الروس، واشتُهر بجهوده الساعية لمساعدة الكثير من الكتاب والمفكرين وإنقاذ حياتهم خلال الأعوام الأولى من سيطرة النظام البلشفي.
بعدما حصلت ليتوانيا على استقلالها عام 1918، عُيّن بالتروسايتيس سفيرًا لها في روسيا عام 1920، واحتفظ بهذا المنصب حتى عام 1939. في عام 1932، كُرم بالتروسايتيس بشهادة دكتوراه من جامعة فيتاوتاس ماغنوس في مدينة كاوناس. في عام 1939، عُيّن بالتروسايتيس مستشارًا للسفارة الليتوانية في باريس. عقب إلحاق ليتوانيا بالاتحاد السوفياتي، عمل ابنه يورغيس بالتروسايتيس الابن، وهو فنان وناقد فني، دبلوماسيًا في السلك الدبلوماسي الليتواني، وظلّ يمثّل المصالح الليتوانية في بعض الدول الغربية. توفي بالتروسايتيس الأب في باريس في شهر يناير من عام 1944، ودُفن في مقبرة مونتروغ.